# Szentistvánbaksa
Szentistvánbaksa ist eine ungarische Gemeinde im Kreis Szikszó im Komitat Borsod-Abaúj-Zemplén.

## Geografische Lage
Szentistvánbaksa liegt in Nordungarn, 22 Kilometer nordöstlich des Komitatssitzes Miskolc und 8 Kilometer nordöstlich der  Kreisstadt Szikszó am linken Ufer des Flusses Hernád. Die höchste Erhebung ist der an der südlichen Gemeindegrenze liegende 256 Meter hohe Kunhalom. Nachbargemeinden sind Nagykinizs im Norden und Megyaszó im Süden.

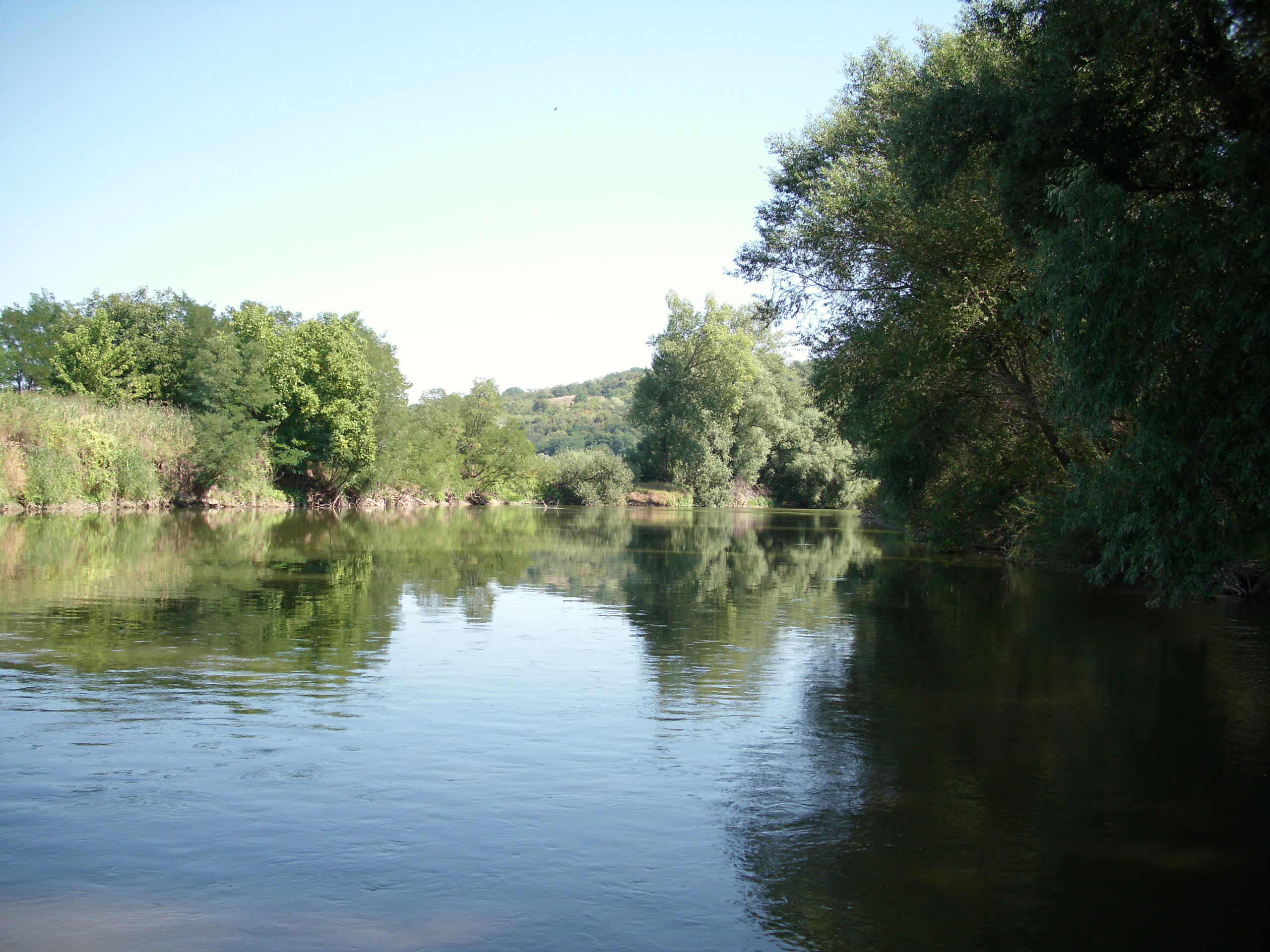
Der Fluss Hernád bei Szentistvánbaksa
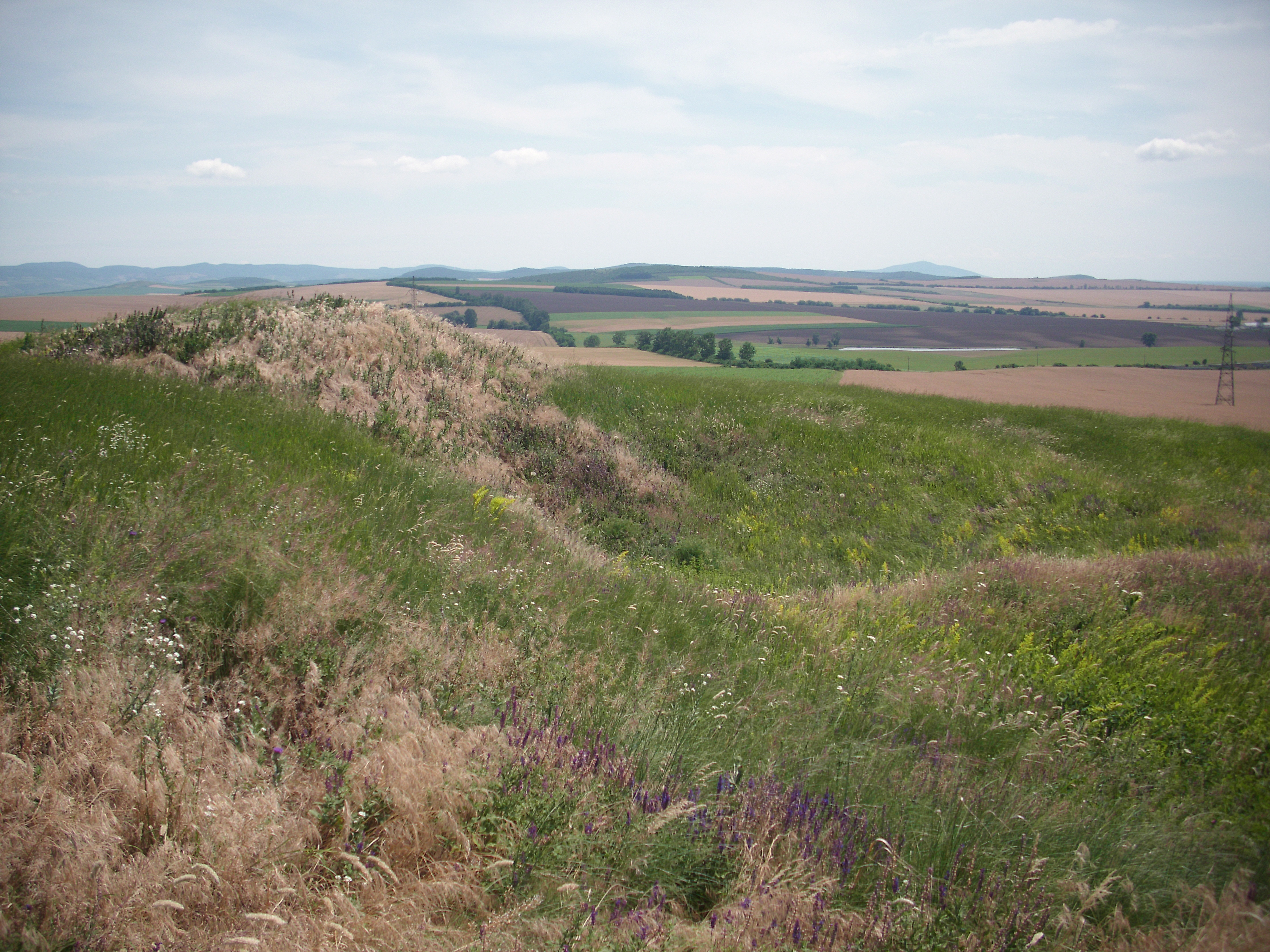
Hügellandschaft südlich von Szentistvánbaksa

## Sehenswürdigkeiten
- Reformierte Kirche, erbaut 1818–1829 (Spätbarock)
- Römisch-katholische Kirche Urunk mennybemenetele
- Dorfmuseum (Faluház)

## Verkehr
Durch Szentistvánbaksa verläuft die Landstraße Nr. 3727. Es bestehen Busverbindungen nach Felsődobsza sowie über Halmaj und Szikszó nach Miskolc. Der nächstgelegene Bahnhof befindet sich ungefähr sechs Kilometer nordwestlich in Halmaj.